# Laboratoire de l'atmosphère et des cyclones
Le Laboratoire de l'atmosphère et des cyclones (LACy) est une unité mixte de recherche sur la météorologie tropicale de l'université de La Réunion, opéré conjointement avec le CNRS et Météo-France. Il fait partie de l'Observatoire des sciences de l'univers de La Réunion, département d'outre-mer français dans le sud-ouest de l'océan Indien, de la Fédération de recherche observatoire du milieu naturel et du changement global, et de la faculté des sciences et technologies de l’Université de La Réunion.

## Histoire
Le LACy a été fondé le 1er janvier 2006 par la fusion du Laboratoire de physique de l'atmosphère de l'université de la Réunion, créé en 1993, et de la Cellule de recherche sur les cyclones (CRC) de Météo-France, créée en 1998, au Centre météorologique régional spécialisé cyclones de La Réunion avec  mission la prévision et le suivi des cyclones sur le bassin sud-ouest de l’Océan Indien,,.

## Mission
Le LACy se concentre sur l'étude de l'atmosphère tropicale, sa dynamique et ses processus physico-chimiques. Ses chercheurs tentent de modéliser aussi bien le développement des cyclones tropicaux que l’interface entre la surface de la mer et celle des couches de l'atmosphère, ainsi que les changements climatiques dans le bassin de l'océan Indien.
Le LACy a aussi la responsabilité de l'Observatoire de physique de l'atmosphère de La Réunion (OPAR), une station de la veille météorologique mondiale de l'Organisation météorologique mondiale. Il est aussi affilié à plusieurs réseaux internationaux de surveillance du climat participe  à de nombreuses collaborations scientifiques avec plusieurs universités et laboratoires de recherche métropolitains et internationaux.

## Structure
Le LACy compte 3 groupes de recherche, :
- le premier étudie la stratosphère (dont les aérosols et l'ozone) et ses processus dynamiques ;
- le second observe les processus atmosphériques troposphériques subtropicaux (composition, gaz à effet de serre et en aérosol) ;
- le troisième fait l'étude des cyclones tropicaux et des précipitations intenses à La Réunion, particulièrement l’intensification rapide de ceux-ci, ainsi que l'ajustement des modèles de prévision numérique du temps opérationnels (ex. ALADIN et AROME) et de recherche (MesoNH).